# Laurence Humier
 (septembre 2023).
Laurence Humier, née le 29 mars 1976 à Verviers, est une ingénieur designer belge.

## Biographie
Après ses études d'ingénieur civil en Belgique, Laurence Humier passe 6 mois à l'Université de Tokyo comme étudiante chercheuse post-universitaire.
Entre 2002 et 2010, elle s'installe à Milan. Elle se concentre sur le prototypage de meubles en collaborant avec des fournisseurs hautement qualifiés du design italien. En 2006, elle présente Table Infinie au Salone Internazionale del Mobile dans la section SaloneSatellite destinée aux jeunes créateurs. Le point de départ de ses auto-productions est l’étude de mouvements mécaniques. Son système de chaises pliables, Meeting Chairs, entre dans la collection permanente du MoMA à New York en 2010 et du Vitra Design Museum en 2014. 
Successivement, elle déménage dans le sud de l’Italie. Elle développe une recherche, Cooking Material, créant un lien ludique et inattendu entre la chimie en cuisine et la science des matériaux Ses expérimentations l’amènent à organiser des ateliers créatifs pour enfants les sensibilisant à la sérendipité.
En 2021, elle reprend une année d’étude organisée par l’Apple et l’Università Federico II pour le développement d’applications. 
Elle vit actuellement à Venise.

## Décorations
2015: Chevalier du Mérite wallon